# Championnats du monde de vol à ski 2016
Navigation
Harrachov 2014 Oberstdorf 2018
La 24e édition des championnats du monde de vol à ski s'est déroulée du 14 janvier 2016 au 17 janvier 2016 à Tauplitz en Autriche qui organise pour la cinquième fois la compétition. Le Slovène Peter Prevc confirme sa domination actuelle en remportant le titre individuel alors que la Norvège s'impose sur la compétition par équipes.

## Résultats

### Individuel
| Place | Sauteur              | Pays      | Points |
| ----- | -------------------- | --------- | ------ |
| 1     | Peter Prevc          | Slovénie  | 640,1  |
| 2     | Kenneth Gangnes      | Norvège   | 636,8  |
| 3     | Stefan Kraft         | Autriche  | 629,2  |
| 4     | Johann André Forfang | Norvège   | 602,0  |
| 5     | Noriaki Kasai        | Japon     | 600,4  |
| 6     | Severin Freund       | Allemagne | 565,3  |
| 7     | Anders Fannemel      | Norvège   | 543,9  |
| 8     | Richard Freitag      | Allemagne | 542,8  |
| 9     | Jurij Tepeš          | Slovénie  | 535,5  |
| 10    | Robert Kranjec       | Slovénie  | 534,9  |

Tremplin : Kulm HS225 

Il y a trois séries de saut, la quatrième étant annulée pour cause de vent

### Par équipes
| Place | Pays      | Sauteurs                                                                   | Points |
| ----- | --------- | -------------------------------------------------------------------------- | ------ |
| 1     | Norvège   | Anders Fannemel Johann André Forfang Daniel-André Tande Kenneth Gangnes    | 1467,7 |
| 2     | Allemagne | Andreas Wellinger Stephan Leyhe Richard Freitag Severin Freund             | 1357,3 |
| 3     | Autriche  | Stefan Kraft Manuel Poppinger Manuel Fettner Michael Hayböck               | 1310,4 |
| 4     | Slovénie  | Robert Kranjec Jurij Tepeš Anže Lanišek Peter Prevc                        | 1272,7 |
| 5     | Pologne   | Kamil Stoch Klemens Murańka Dawid Kubacki Stefan Hula                      | 1211,9 |
| 6     | Tchéquie  | Tomáš Vančura Jan Matura Lukáš Hlava Roman Koudelka                        | 1018,4 |
| 7     | Finlande  | Harri Olli Sebastian Klinga Lauri Asikainen Ville Larinto                  | 721,6  |
| 8     | Russie    | Vladislav Boïarintsev Mikhail Maksimochkin Ilmir Hazetdinov Denis Kornilov | 707,5  |

## Tableau des médailles
| Rang  | Nation    | Or | Argent | Bronze | Total |
| ----- | --------- | -- | ------ | ------ | ----- |
| 1     | Norvège   | 1  | 1      | 0      | 2     |
| 2     | Slovénie  | 1  | 0      | 0      | 1     |
| 3     | Allemagne | 0  | 1      | 0      | 1     |
| 4     | Autriche  | 0  | 0      | 2      | 2     |
| Total | Total     | 2  | 2      | 2      | 6     |